# Angela Baker
Angela Baker è il personaggio immaginario protagonista della serie cinematografica horror Sleepaway Camp. Si tratta di uno dei pochi serial killer cinematografici di genere femminile. Inoltre, risulta una delle poche serial killer trans. 
Difatti, il grande twist del finale del primo film consiste nell'assimilazione di questa informazione.

## Biografia
Angela Baker (conosciuta come Peter Baker) nasce negli Stati Uniti d'America circa all'inizio degli anni settanta. All'età di cinque anni lei, sua sorella Angela (da cui prenderà il nome), suo padre John Baker e l'amante di quest'ultimo, un uomo omosessuale di nome Lenny, decisero di trascorrere le vacanze in un lago vicino ad un campo estivo. Sfortunatamente la sorella e il padre di Peter furono involontariamente uccisi da alcuni ragazzi alla guida di un motoscafo. Angela fu mandata a vivere da sua zia Martha Thomas e dal cugino Ricky. La donna però, non volendo un altro maschio da far crescere, decise di allevarla e di crescerla come una femmina, ribattezzandola ufficialmente col nome della sorella deceduta. 
Otto anni dopo, all'età di quattordici anni, Angela, ormai acquisita un'identità di genere femminile e comportamenti caratteristici, trascorse le vacanze estive insieme al cugino Ricky in un camping estivo chiamato Camp Arawak. Lì però, a causa della sua timidezza e del suo carattere introverso, cominciò ad essere schernita da tutti gli altri ragazzi del campeggio. A causa di questo fatto Angela cominciò ad uccidere tutti i suoi compagni di campeggio per vendicarsi dei loro scherzi e delle loro prese in giro. Fu però presto scoperta e fu scoperta anche la sua identità sessuale maschile, in quanto fu ritrovata nuda mentre decapitava uno dei suoi coetanei.
Angela, poi, fu rinchiusa in un manicomio criminale e lì decise di sottoporsi ad un'operazione di riassegnazione di genere. Dopo cinque anni passati in reclusione, Angela fuggì dal manicomio e trovò lavoro come consulente in un campeggio estivo, chiamato Camp Rolling Hills, sotto il falso nome di Angela Johnson. Lì uccise tutti i ragazzi e tutti gli altri consulenti per poi andarsene senza lasciare nessuna traccia.
Un anno dopo Angela uccise una ragazza, Maria Nacastro, e ne rubò l'identità per iscriversi ad un campo estivo, Camp New Horizon, con l'intenzione di compiere una nuova strage e di fare altre vittime. Fortunatamente i suoi piani fallirono quando Marcia Holland, una delle ragazze del campeggio, riuscì apparentemente ad ucciderla accoltellandola al ventre.

## Aspetto e caratteristiche
Nel primo film Angela viene rappresentata come una ragazzina di quattordici anni timida, taciturna e introversa che commette omicidi per vendicarsi dei suoi coetanei che l'hanno sempre schernita crudelmente per il suo carattere fragile e timido. Nel secondo e nel terzo film il carattere del personaggio cambia radicalmente: infatti viene raffigurata come una serial killer dalla parlantina sciolta e dalla battuta macabra sempre pronta e che commette omicidi non più per vendetta, ma li compie per sadismo e per punire i ragazzi con scarsa moralità e che non eseguono le sue "regole".
In Return to Sleepaway Camp, film che ignora gli eventi dei primi due seguiti e che riprende la storia da dove era finito l'originale, si scopre che Angela Baker, dopo gli omicidi del primo film, venne rinchiusa in un manicomio per vent'anni. Dopo essere evasa dalla clinica, la donna uccise lo sceriffo locale per poi rubarne l'identità. Dopo aver preso possesso dell'identità dello sceriffo, riprese la sua scia di omicidi a Camp Manabe, l'ex Camp Arawak riaperto dopo gli eventi del primo film.
Le sue vittime e il suo comportamento, sono piuttosto simili a quelli dell'assassino di Crystal Lake, Jason Voorhees (della saga Venerdì 13).

## Saga
La saga è divisa in 5 film:
1. Sleepaway Camp (1983)
2. Sleepaway Camp II: Unhappy Campers (1988)
3. Sleepaway Camp III: Teenage Wasteland (1989)
4. Sleepaway Camp IV: The Survivor (1992)
5. Return to Sleepaway Camp (2008)

## Interpreti
Il personaggio di Angela Baker è stato interpretato rispettivamente da:
1. Sleepaway Camp: Felissa Rose
2. Sleepaway Camp II: Unhappy Campers: Pamela Springsteen
3. Sleepaway Camp III: Teenage Wasteland: Pamela Springsteen
4. Sleepaway Camp IV: The Survivor: Carrie Chambers
5. Return to Sleepaway Camp: Felissa Rose